# Randu Agung
Randu Agung is een bestuurslaag in het regentschap Jember van de provincie Oost-Java, Indonesië. Randu Agung telt 6077 inwoners (volkstelling 2010).